# Centrolobium yavizanum
Centrolobium yavizanum är en ärtväxtart som beskrevs av Henri François Pittier. Centrolobium yavizanum ingår i släktet Centrolobium och familjen ärtväxter. IUCN kategoriserar arten globalt som sårbar. Inga underarter finns listade i Catalogue of Life.